# Autopackage
Autopackage é um sistema de gerenciamento de pacotes para Linux, cujo objectivo é ser possível criar um pacote de software que possa ser directamente instalado em todas as distribuições de Linux. O Autopackage já vem instalado no Super Ubuntu.